# 美铁燃气轮机动车组
美铁燃气轮机动车组（英文原名：Turboliner）是美铁20世纪70年代订购的燃气轮机动车组，其中包括“RTG型美铁燃气轮机动车组”和“RTL型美铁燃气轮机动车组”两个型号。它们是美铁购买的首批新设备之一，旨在用更快、更现代化的列车更新其车队。

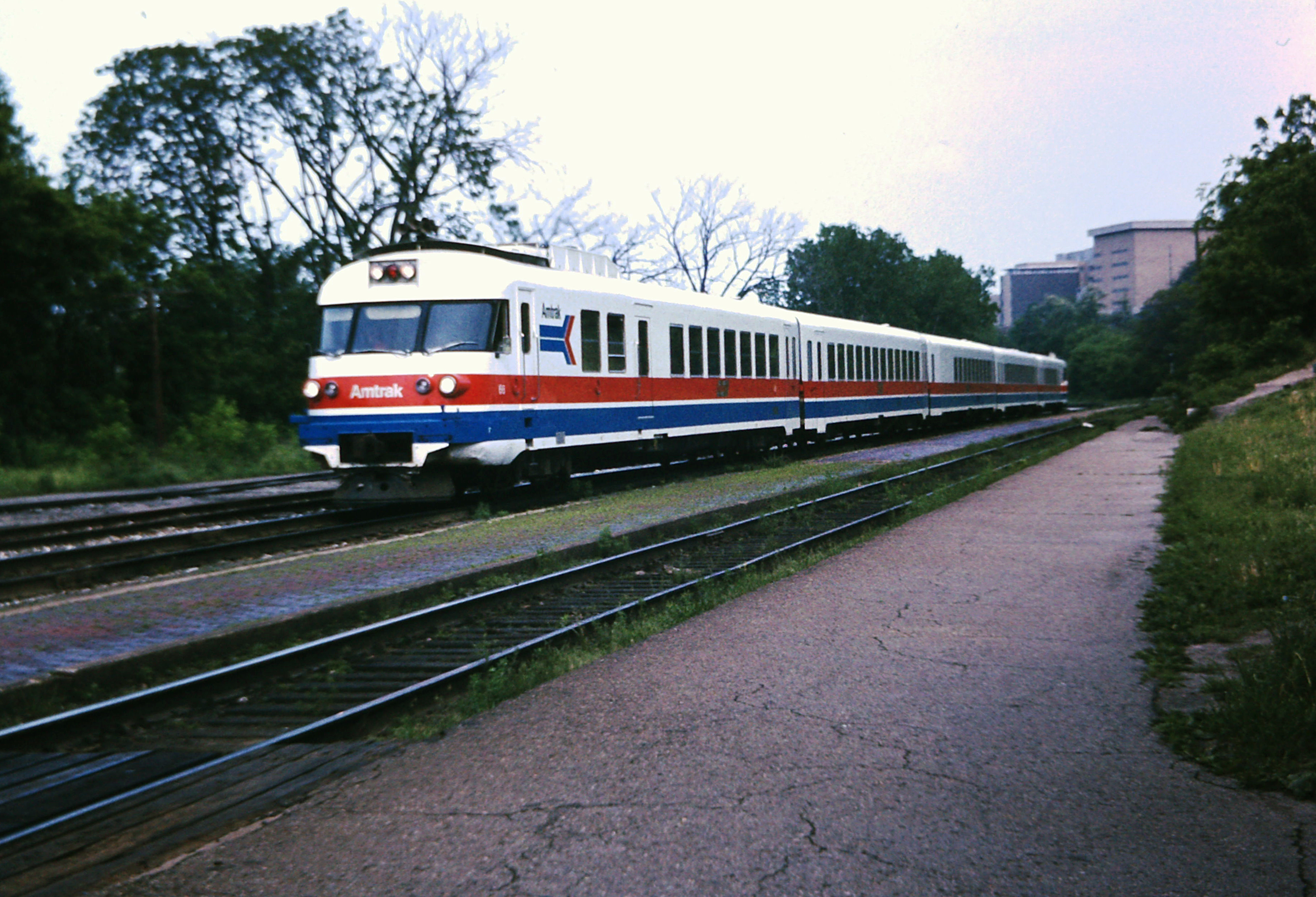
RTG型美铁燃气轮机动车组
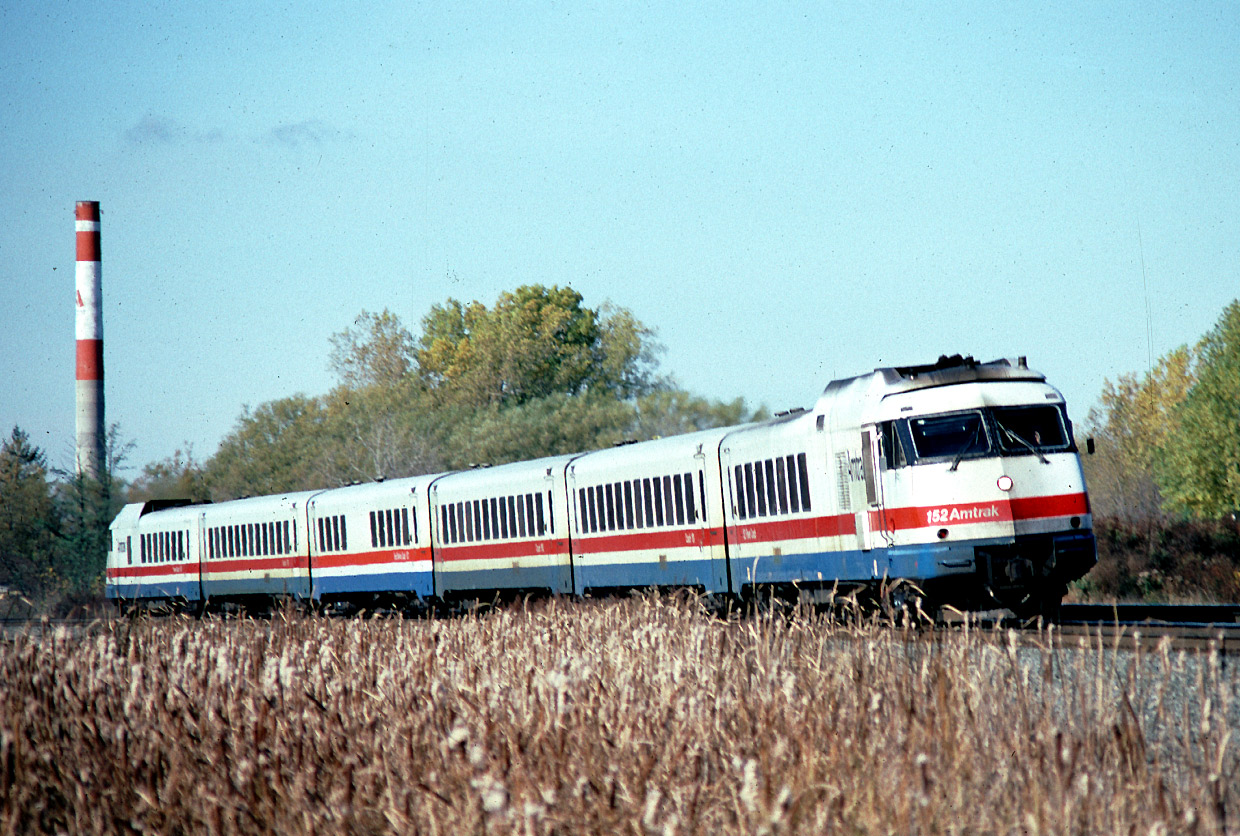
RTL型美铁燃气轮机动车组

## 背景
1971年5月1日，美铁接管了美国几乎所有私铁的城际客运铁路服务，其任务是扭转数十年来的颓势。美铁保留了前一天运行的440列列车中的约184列。 为了运营这些列车，美铁接手了300辆机车（电力机车和柴油机车）和1190辆铁路客车，其中大部分制造于20世纪40年代至50年代。
美铁购入“美铁燃气轮机动车组”时考虑到了多个目标。尽管这将受到轨道条件的限制，但预计“美铁燃气轮机动车组”的运行成本将低于通常的柴油机车牵引无动力铁路客车的模式，同时具有更高的运行速度。美铁还希望通过引进新设备换取更好的口碑。成立两年后，美铁一直尝试改变人们既有的认知，即通过“更新铁路设施，让人们见到改变”。引入新型燃气轮机动车组将会带来更多的改变。
20世纪60年代末和70年代初，曾有数个国家试验过燃气轮机动力火车。联合飞机公司燃气涡轮动车组自1968年以来一直在美国和加拿大提供商业服务，结果喜忧参半。 英国铁路于1972年开始测试“英国铁路先进客运动车组实验型”（一型高速燃气轮机动车组）；由于各种原因，英国铁路没有采用燃气轮机动力。

## 子型号

### RTG型美铁燃气轮机动车组
RTG型美铁燃气轮机动车组（英文原名：RTG Turboliner）是“美铁燃气轮机动车组”中的第一批，由法国企业ANF制造，并于1973年在美國中西部的多条铁路线上投入使用。这种动车组在任何铁路线上使用都会吸引更多的乘客，但由于供不应求，固定编组被证明是一种不利因素。1981年，由于运营成本高昂，这些列车从美国中西部撤出，停止对外运营服务。“RTG型美铁燃气轮机动车组”之后还曾在美国其它线路上运营，后于1994年全部退役

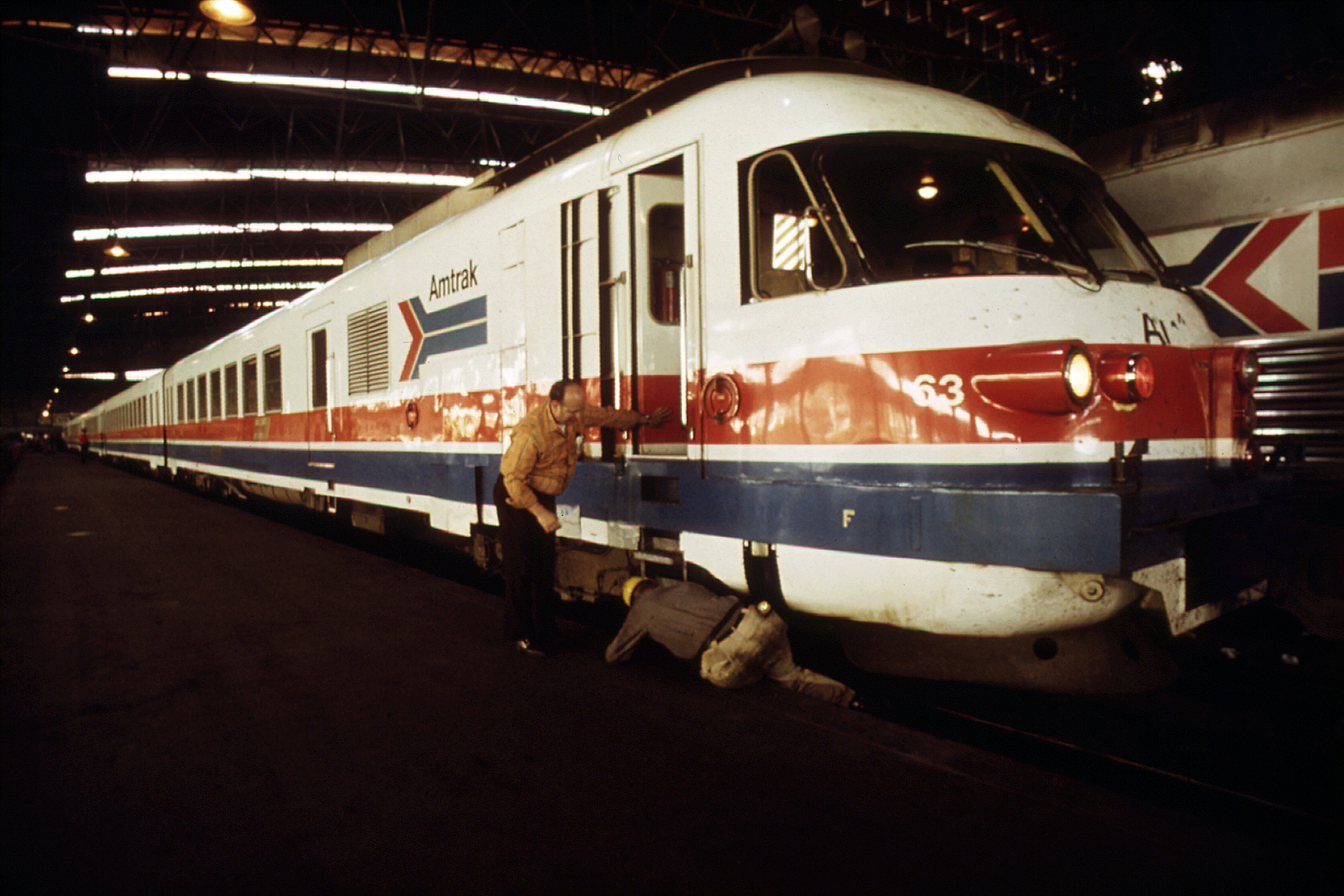
“RTG型美铁燃气轮机动车组”外部。1974年6月拍摄于圣路易斯联合车站。
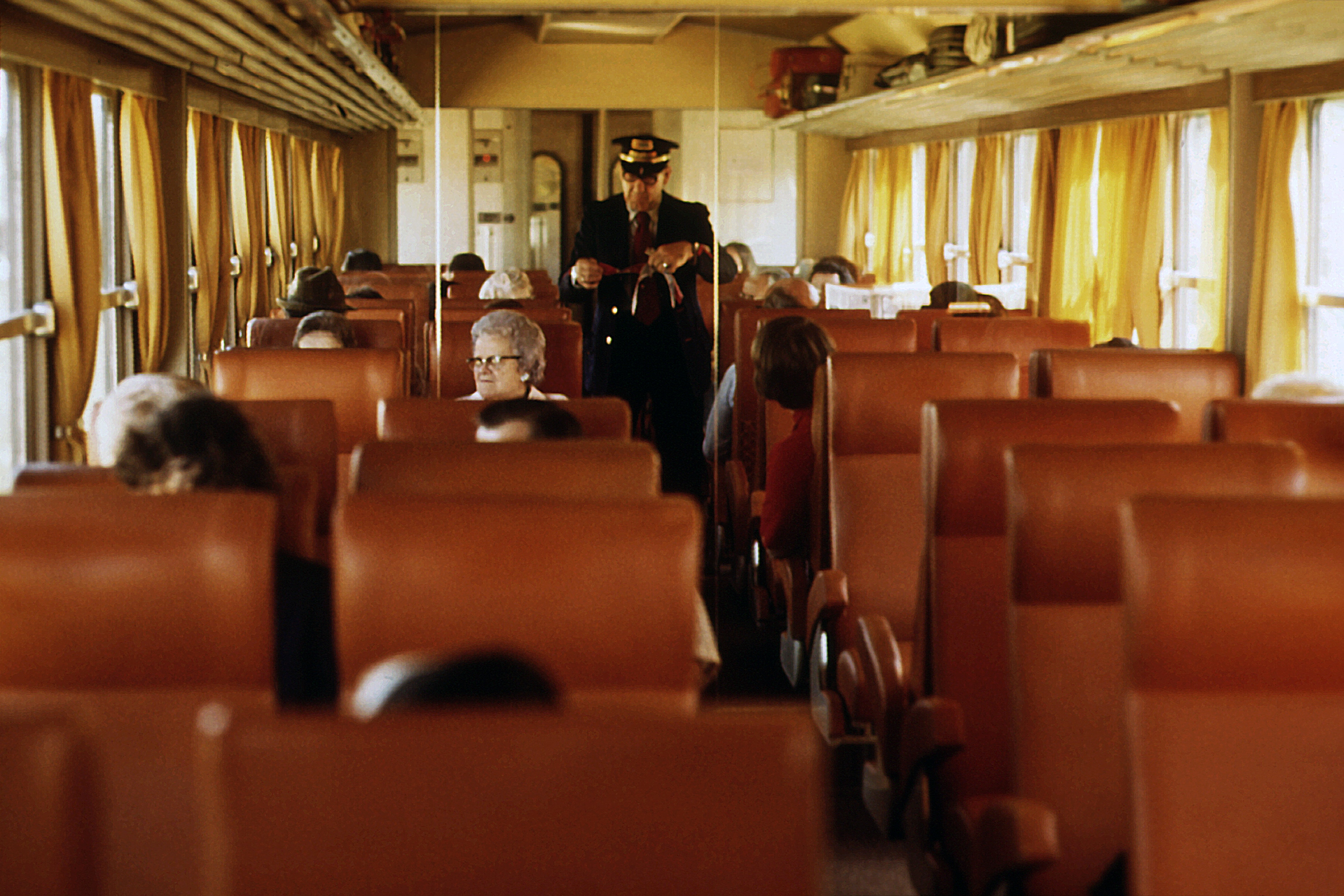
“RTG型美铁燃气轮机动车组”内部。1974年6月拍摄。照片中的列车员正在检票。

### RTL型美铁燃气轮机动车组
RTL型美铁燃气轮机动车组（英文原名：RTL Turboliner）是“美铁燃气轮机动车组”中的第二批，有着与之前“RTG型美铁燃气轮机动车组”相似的设计，但由美国本土企业罗尔工业制造。这型动车组于1976年在纽约州的“帝国走廊”开始投入使用。“RTL型美铁燃气轮机动车组”一直在帝国走廊上运营至20世纪90年代，并辅以几列升级后的“RTG型美铁燃气轮机动车组”。在1990年代末至2000年代初，纽约州一度同美铁合作对“RTG型美铁燃气轮机动车组”进行升级改造，用于纽约州高速铁路，然而这个项目却以失败告终。最后一列“RTL型美铁燃气轮机动车组”于2003年退出商业运营。“RTL型美铁燃气轮机动车组”除其中三列外，其余列车全部拆解报废。一个RTG在印第安纳州达格附近一处废弃的私人地产上幸存下来。在目前仅有的三列RTL动车组中，其中两列RTL目前存放在新泽西州郡场铁路场综合体的亚当编组场，另一列则存放在康涅狄格州纽黑文的雪松山编组场。

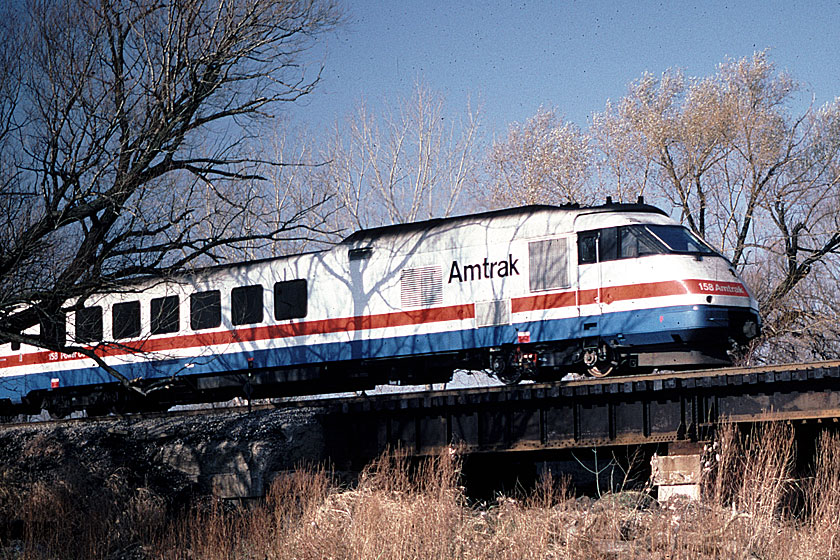
“RTL型美铁燃气轮机动车组”外部。1984年11月25日拍摄于美国纽约州。
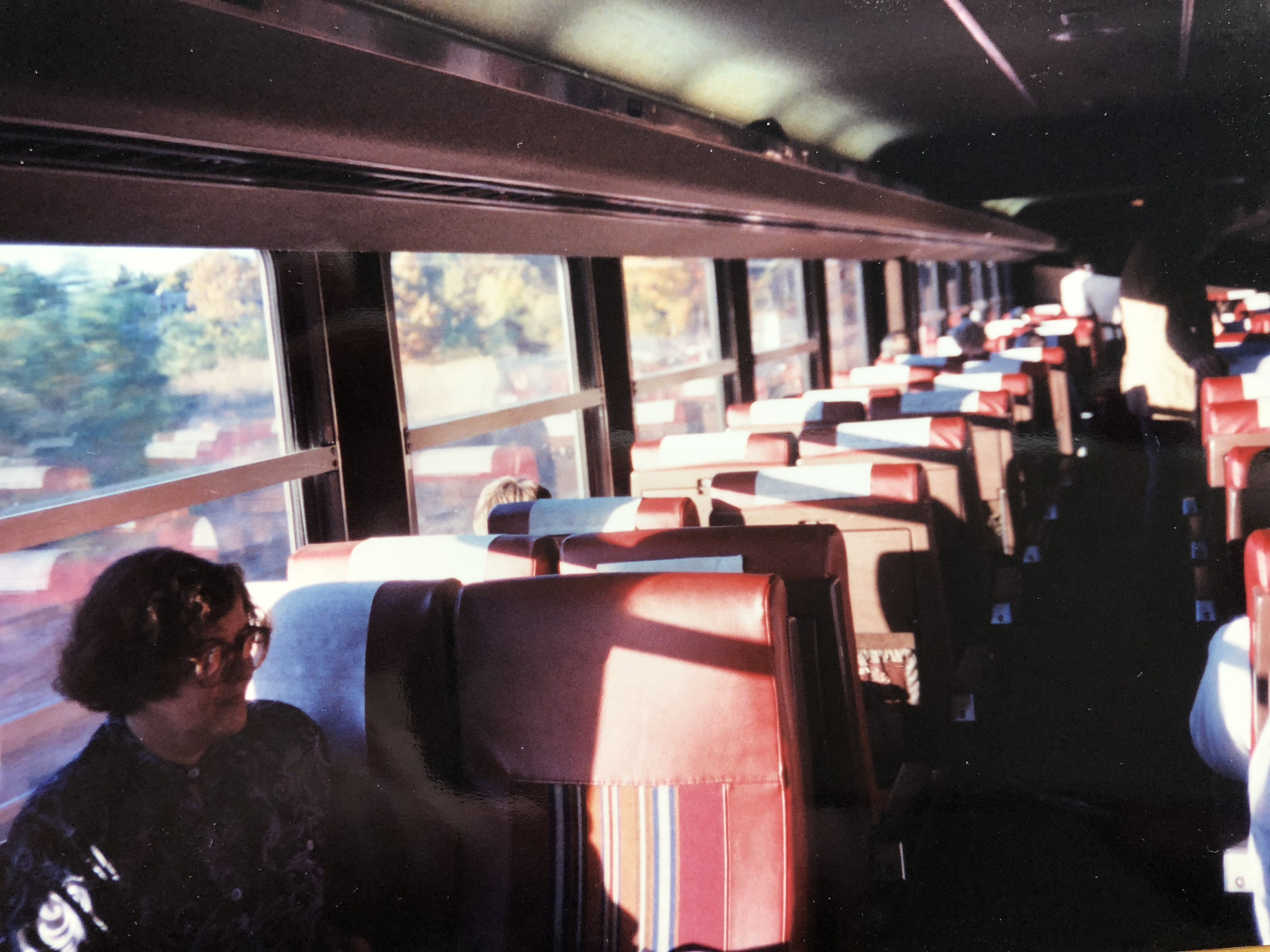
“RTL型美铁燃气轮机动车组”内部（1988年10月拍摄）。

## 延伸阅读
- Pier, Jerome R. . Hlasnick, Marie T.  (编). . Carnegie-Mellon Conference on Improved Passenger Train Service December 2–4, 1975. Pittsburgh: Transportation Research Institute. 1976.

## 外部連結
- 美铁历史专题网站的“美铁燃气轮机动车组” （页面存档备份，存于）